# Reichenbach am Regen
Reichenbach là một đô thị tại huyện Cham bang Bayern nước Đức. Đô thị Reichenbach am Regen có diện tích 9,71 km², dân số thời điểm ngày 31 tháng 12 năm 2006 là 1204 người.
Reichenbach nằm ở "rừng trung Bayern", trong thung lũng sông. Các đơn vị giáp ranh:
Phía bắc và phía đông giáp Walderbach.
Phía nam giáp rừng
Phía tây giáp thành phố Nittenau (Lkr. Schwandorf)